# ChocolART

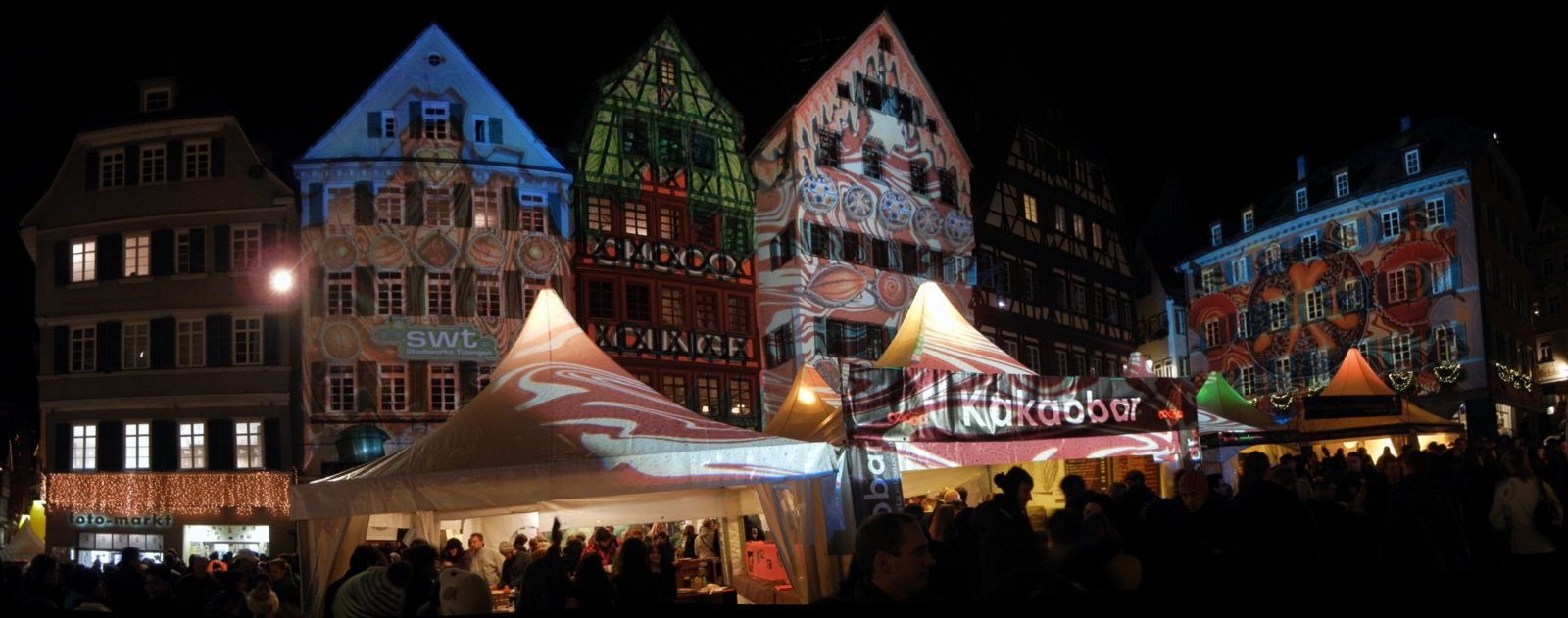
chocolART auf dem Tübinger Marktplatz im Dezember 2011

Die chocolART ist das größte Schokoladen-Festival in Deutschland.  Es findet jährlich in Tübingen sowie mit seinem Ableger „chocolART on tour“ auch in Neuwied, Wernigerode und Wuppertal statt. Die Bezeichnung „chocolART“ leitet sich aus den englischen Worten „chocolate“ und „ART“ ab, was so viel bedeutet wie Schokoladen-Kunst.

## Konzept

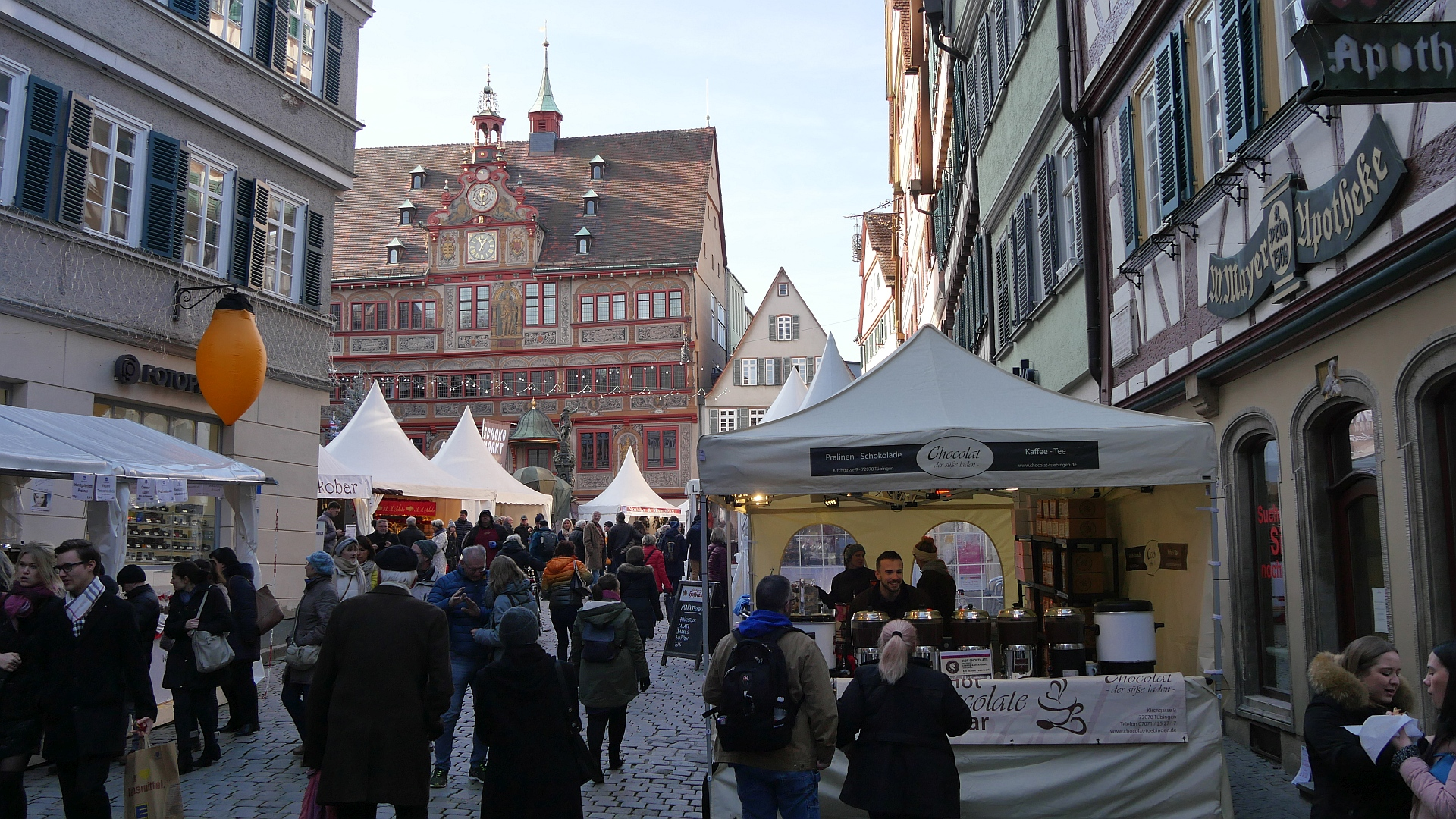
chocolART 2019

Verschiedene nationale und internationale Chocolatiers und Spitzenmanufakturen aus Deutschland, Italien, Österreich, Schweiz, Belgien, Frankreich und den Niederlanden sowie vereinzelt aus weiteren Ländern stellen auf dem jeweiligen Markt ihre Produkte vor und bieten diese zum Verkauf an. Daneben finden Veranstaltungen rund um das Thema Schokolade statt. Je nach Größe und Standort dauern die Festivals zwischen zwei und sieben Tagen.

## Geschichte
Erstmals wurde das Schokofest im Jahre 2006 veranstaltet. 2008 besuchten 150.000 Menschen innerhalb von sechs Tagen das Festival, 2009 sogar über 200.000, während es 2010 wegen schlechter Witterung maximal 180.000 waren. Im Jahr 2015 besuchten über 300.000 Besucher das Festival, dies ist der bisherige Besucherrekord. Im Schnitt präsentieren etwa 100 Aussteller ihre Produkte.

### chocolART on tour

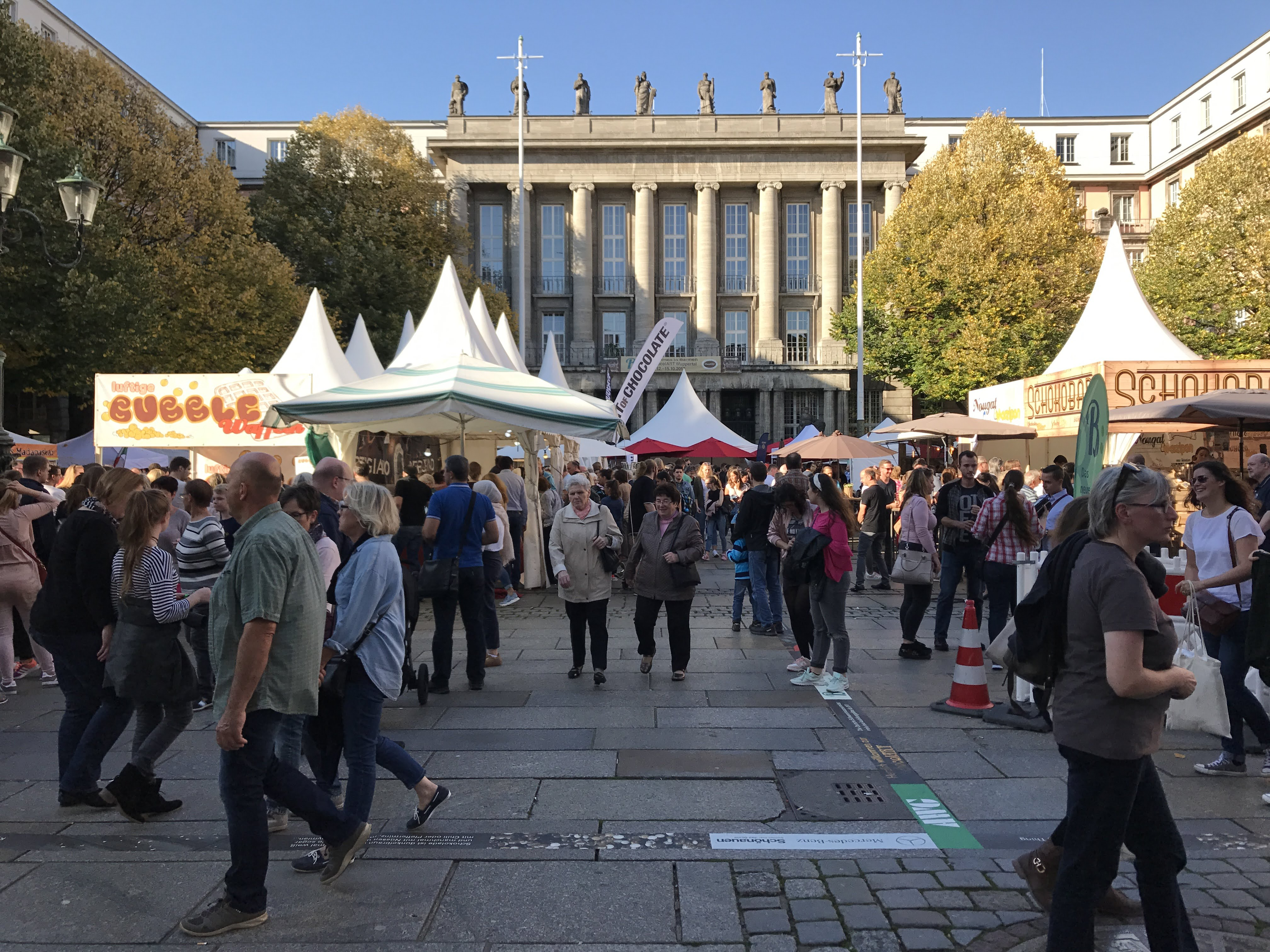
chocolART on tour 2017 in Wuppertal

2012 wurde das Festival erstmals in Wernigerode unter dem Motto „chocolART on tour“ veranstaltet. Seitdem findet es jährlich Ende Oktober in der Altstadt von Wernigerode statt.
Von 2016 bis 2018 fand das Festival regelmäßig auch auf dem Johannes-Rau-Platz sowie dem Geschwister-Scholl-Platz entlang der Fußgängerzone Werth im Wuppertaler Stadtteil Barmen statt. Die Zahl der Aussteller lag bei etwa 50, 2017 hatte die Veranstaltung rund 150.000 Besucher. Als lokale Besonderheit bot auch der historische Kaiserwagen der Wuppertaler Schwebebahn Sonderfahrten zum Thema Schokolade an.
2019 wurde die Veranstaltung mit etwa 30 bis 40 Ausstellern erstmals auch in Neuwied organisiert.